# Cattedrale di San Cetteo
La cattedrale di San Cetteo è un edificio di culto cattolico della città di Pescara, cattedrale dell'arcidiocesi di Pescara-Penne e sede dell'omonima parrocchia. È dedicata a san Cetteo, il patrono della città.
Il nome originale dell'odierna costruzione, Tempio della Conciliazione, è legato al concordato dello Stato italiano con la chiesa cattolica.

## Edifici precedenti

### Vecchia chiesa di San Cetteo o del Sacramento
La chiesa storica di San Cetteo (detta anche del Santissimo Sacramento) ospitava la parrocchia dedicata al santo patrono amiternino, da almeno il XVII secolo.
La chiesa del Santissimo Sacramento era una piccola struttura con la facciata rivolta verso piazza Garibaldi. Viene descritta, in una relazione della visita pastorale dell'arcivescovo di Chieti del 1841, di forma irregolare, non conforme a qualsiasi ordine architettonico e priva di abbellimenti rilevanti all'esterno, se non il portale in stile classico rinascimentale. Il campanile era a torre, con cuspide conica, modificata nel primo Novecento in cuspide cipollinea, per poi essere abbattuto insieme a gran parte della torre perché pericolante. La facciata aveva il portale in stile classico e due piccoli rosoni circolari; l'interno era a due navate irregolari, con otto finestre laterali per le luci. Il portale corrispondeva alla navata di destra, vi erano un piccolo organo, il pulpito in gesso, otto altari e una piccola cappella dedicata a San Cetteo. Le due navate erano divise da cinque arcate, quella di destra era più piccola. La chiesa fu descritta nelle Novelle della Pescara da Gabriele D'Annunzio, nel racconto de "La vergine Orsola", accennando ai pilastri, ai lacerti di mosaici e all'ambone decorato con motivi vegetali.

## Edificio attuale

### Storia
La costruzione della chiesa è legata all'attività edilizia intensificatasi in città dopo l'istituzione della provincia di Pescara del 1927: la vecchia chiesa del Santissimo Sacramento risalente al XVII secolo, situata dove sorge l'odierna Cattedrale e ridotta in pessimo stato venne demolita per fare posto alla nuova. Era infatti necessario un nuovo edificio religioso nel centro storico di Pescara, essendo presente solo un'altra modestissima parrocchia nella zona oltre alla chiesa del SS. Sacramento, cioè quella di San Giacomo in via dei Bastioni, andata perduta nei bombardamenti del 1943. Sino al 1892 era in piedi l'adiacente chiesetta di Santa Maria di Gerusalemme, del XIII secolo a pianta circolare, poi demolita. Rimaneva insieme alla torre campanaria l'arco di ingresso, volgarmente detto Porta Nuova, da cui il nome allo storico quartiere di Pescara vecchia. Nel 1902 anche l'arco e la torre furono abbattuti per realizzare il piazzale della parrocchia, benché questa avesse la facciata ruotata su via dei Bastioni e piazza Garibaldi; restano, di questa chiesa dei ruderi lungo viale D'Annunzio presso il sagrato di San Cetteo, riemersi negli scavi archeologici del 1992.
La costruzione della chiesa nuova fu fortemente voluta da Gabriele D'Annunzio, il quale mise a disposizione anche fondi finanziari propri. D'Annunzio si consultò con l'architetto Cesare Bazzani e volle trovare in questa chiesa un luogo di sepoltura per la madre, la cui cappella si trova sulla destra dell'altare maggiore. L'opera giunse a termine nel 1938, ma la facciata dovette essere ricostruita già dopo gli eventi della seconda guerra mondiale. Fu nominato abate di Santa Gerusalemme, e poi parroco don Pasquale Brandano che benedisse la prima pietra, e ne fu il primo curatore.
Il tempio divenne cattedrale nel 1949 (in quell'anno le cinque parrocchie di Pescara passarono dall'arcidiocesi di Chieti alla diocesi di Penne che prese il nome di Penne-Pescara) e sede dell'Arcidiocesi Metropolitana nel 1982. Negli anni '70 la chiesa tornò ad ospitare la storica statua lignea di San Cetteo del XVII secolo, nel frattempo conservata per sicurezza a Chieti nella relativa cattedrale. Nel 2018 è stato restaurato il campanile con nuova cuspide.

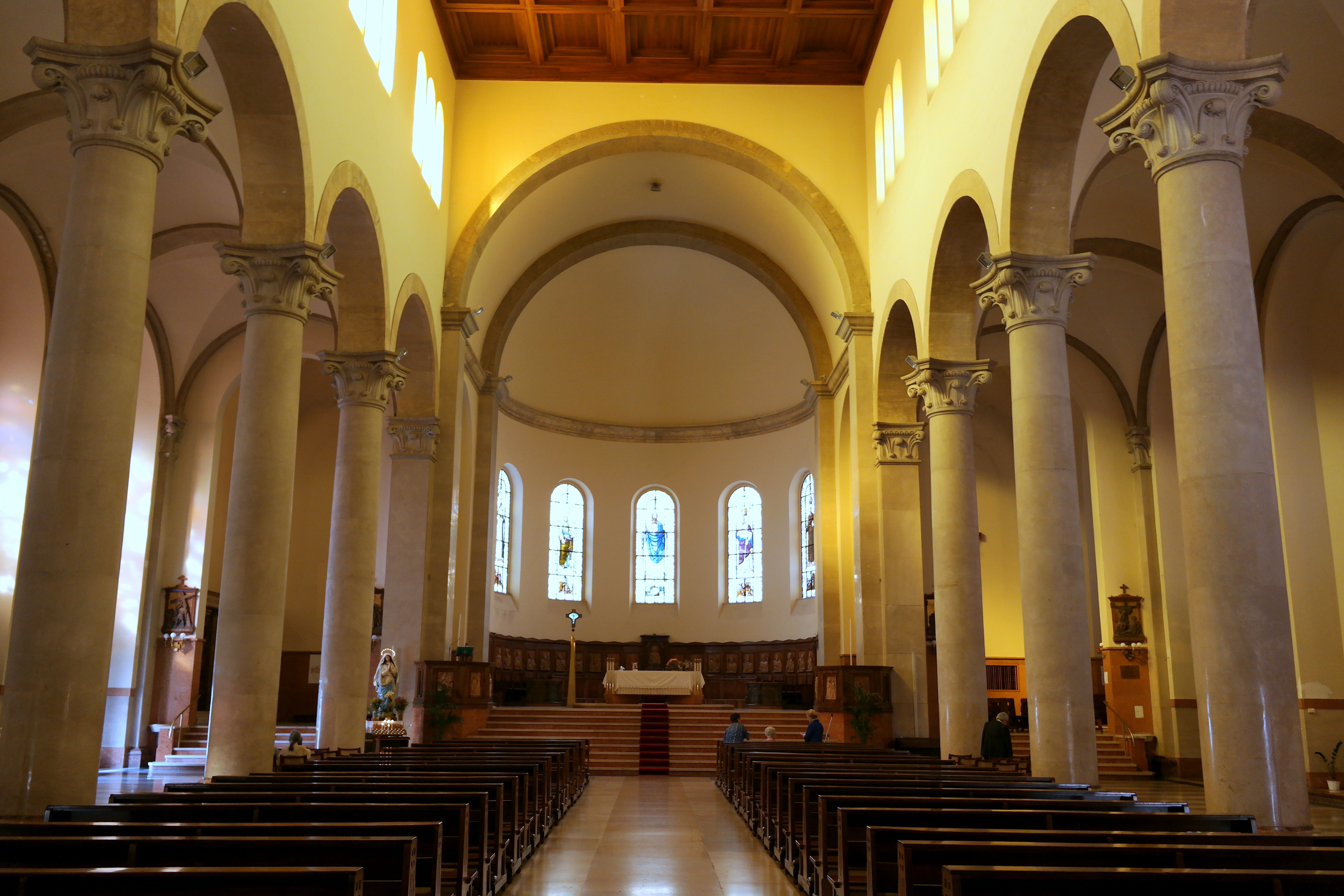
Interno

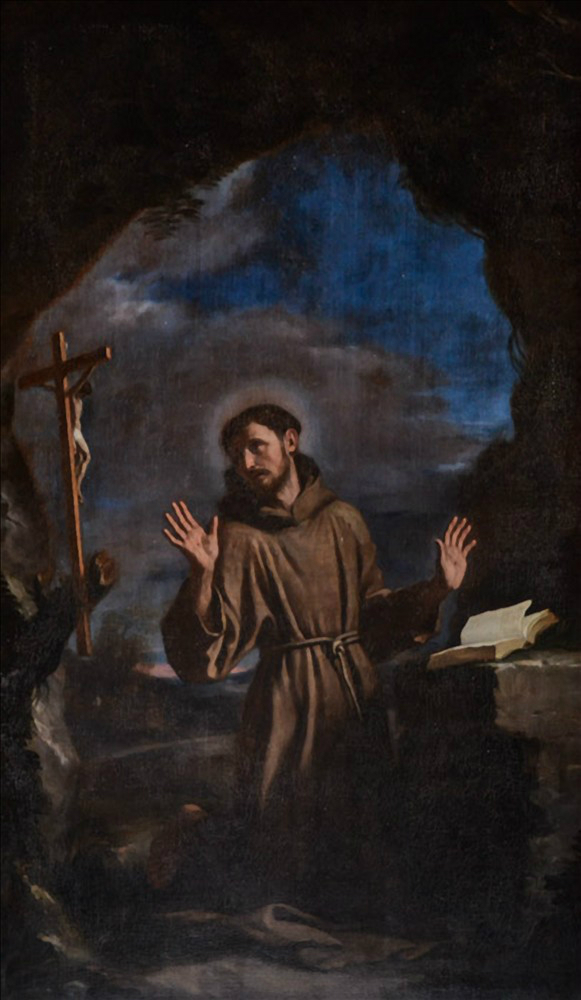
Guercino, San Francesco in adorazione del crocifisso (1649?)

### Esterno
La chiesa fu costruita seguendo i criteri della tradizione romanica abruzzese, dalla facciata di forma rettangolare e decorata a rosoni. Sulla facciata sono presenti tre portali strombati con lunetta a botte dipinta, ad archi a tutto sesto. Il portale centrale inoltre è sormontato da tre statue di santi tra cui San Cetteo, il patrono. La lunetta è  decorata con in mosaico bizantino del Cristo Pantocratore. Due lesene aggettanti mettono in evidenza la suddivisione interna in tre navate.
A sinistra della facciata, un campanile a torre su base quadrata si conclude con tamburo a pianta ottagonale, dove sono  collocate le 3 campane  maggiori del concerto, una base superiore 
per ospitare  ai quattro lati l'orologio parrocchiale e il resto del concerto delle campane minori, e infine la cuspide conica, mentre a destra la facciata è fiancheggiata dal piccolo battistero. Sulla parete c'è un bassorilievo diviso in quattro parti coi simboli dei Quattro Evangelisti, progettati dal prof. Restituto Ciglia.

### Interno
Ha un impianto architettonico a basilica a tre navate. La tripartizione è data da colonne in marmo.
Il soffitto della navata principale è a cassettoni lignei non intagliati, le colonne delle arcate sono cilindriche con capitelli ionici; il coro è sottolineato da un'abside semicircolare.
La chiesa dispone di un transetto, rialzato come nella tradizione romanica: da un lato del transetto si trova una cappella dedicata a San Cetteo, con un suo busto in argento. Tale busto è 
di Luciano Primavera, l'originale  di Arrigo Minerbi del 1951 fu rubato. 
Presso la cappella di San Cetteo si trova anche il busto ligneo di fattura popolare del XVII secolo, restaurato di recente, e un reliquiario col "braccio miracoloso" e la cassa delle reliquie.
Dall'altra parte, il transetto si conclude con la tomba di Luisa De Benedictis, madre di Gabriele D'Annunzio, alla quale Arrigo Minerbi ha dedicato il monumento funebre: si tratta di un'arca sormontata dalla figura di una giovane donna addormentata.
All'interno della chiesa si trovano varie effigi di santi, un altare  privilegiato  dedicato alla Madonna  Regina degli Angeli con quadro, e anche un dipinto attribuito al Guercino donato da D'Annunzio, e intitolato "San Francesco in adorazione del crocifisso".
L'organo a canne è opera della ditta Mascioni (opus 497) ed è stato costruito nel 1937. Dispone di 53 registri e la sua consolle ha tre tastiere di 61 note e pedaliera concavo-radiale di 32 note. Si trova sulla cantoria in controfacciata.